# Antifer
Antifer is een geslacht van uitgestorven hertachtigen uit de Capreolinae die tijdens het Plioceen en Pleistoceen in Zuid-Amerika leefden.

## Vondsten
Het geslacht Antifer omvat drie soorten: A. ensenadensis (Ameghino 1888) uit de South American Land Mammal Age Ensenadan (Laat-Plioceen tot Midden-Pleistoceen), A. ultra (Ameghino 1888) uit het Bonaerian (Midden-Pleistoceen) en het Lujanian (Laat-Pleistoceen), en A. niemeyeri (Casamiquela 1984) uit het Lujanian. Fossielen zijn gevonden in Argentinië, Chili, Uruguay en de Braziliaanse deelstaat Rio Grande do Sul.

## Kenmerken
Antifer was een groot hert met het formaat van een hedendaags moerashert. Het gewei was groot en robuust met meerdere vertakkingen. Antifer bewoonde droge en halfdroge gebieden.